# Ajmat Arena
El estadio Ajmat Kadýrov (oficialmente y en ruso: стадион имени Ахмат-Хаджи Кадырова, Stadion imeni Ajmat-Jadzhi Kadýrova), más conocido simplemente como Ajmat Arena (en ruso: Ахмат-Арена) es un estadio multiusos de la ciudad de Grozny, en la República de Chechenia, Rusia y propiedad del club de fútbol ruso FC Terek Grozny. El estadio fue inaugurado el 11 de mayo de 2011 para sustituir al antiguo estadio Sultán Bilimkhanov y tiene capacidad para 30.597 espectadores. El estadio es el más grande del sur de Rusia y el nombre del complejo deportivo se debe a Ajmad Kadyrov, expresidente de la República Chechena asesinado en 2004.

## Historia
En 2004 el presidente ruso, Vladímir Putin, asignó los fondos para la construcción del Estadio Central Ahmad Kadírov y los planos para el proyecto se desarrollaron en 2005. La construcción comenzó el 15 de abril de 2008 y duró poco más de tres años, bajo constante supervisión personal del Jefe de la República de Chechenia, Ramzan Kadyrov. En el momento de su construcción y posterior apertura, el Ajmat Arena era el estadio más grande del sur de Rusia. El coste total del estadio se estimó en alrededor de 7000 millones de rublos (253,6 millones de dólares).
El estadio fue inaugurado el 11 de mayo de 2011 con un partido amistoso entre un combinado de futbolistas del Cáucaso, con jugadores como Alexander Khloponin, el propio Ramzan Kadyrov, Rinat Dasayev, Timur Dzhabrailov o Andrei Fedkov, contra un combinado de estrellas mundiales, entre los que se incluyeron Diego Maradona, Luís Figo, Franco Baresi, Enzo Francescoli, Iván Zamorano, Fabien Barthez o Jean-Pierre Papin, entre otros.
El primer partido oficial enfrentó al equipo local, el Terek, frente al Anzhi Majachkalá, en la décima jornada de la Liga Premier de Rusia el 20 de mayo de 2011. El primer gol oficial anotado en el estadio fue de Blagoy Georgiev, gol que finalmente sirvió para que el Terek venciese el partido (1—0). Curiosamente, el 7 de agosto de ese mismo año, el partido que enfrentaba al Terek contra el Spartak Moscú se vio detenido en el minuto 79 de juego debido a que el sistema de luces del estadio falló.